# Larshans Per Olsson
Larshans Per Olsson, född 31 januari 1786 i Björkberg, Leksands socken, Kopparbergs län, död där 29 augusti 1863
, var en svensk dalmålare.
Han var från 1811 gift med Anna Andersdotter och far till spelmannen och allmogemålaren Larshans Per Persson. Olsson var under 1820-talet verksam som allmogemålare i Leksand och Västerdalarna samt i angränsande delar av Norge. Han var en god tecknare och arbetade mycket med sina kalligrafiska texter till målningarna. Olsson är representerad med tavelmålningarna Man och kvinna och Tre vise män från 1820 vid Nordiska museet i Stockholm. Han signerade sina verk med den hemmagjorda latiniserade namnformen Petri Olof Fillius.